# Bonaventure Nahimana
Bonaventure Nahimana (Gisebuzi, 3 giugno 1959) è un arcivescovo cattolico burundese, dal 19 febbraio 2022 arcivescovo metropolita di Gitega.

## Biografia
Bonaventure Nahimana è nato il 3 giugno 1959 a Gisebuzi, nell'arcidiocesi di Gitega.

### Formazione e ministero sacerdotale
Dopo essere entrato nel seminario minore diocesano di Mugera, ha compiuto gli studi presso il seminario di Burasira e successivamente è entrato nel seminario maggiore interdiocesano di Burasira, dove ha completato gli studi filosofici e teologici, conseguendo il baccalaureato in teologia nel 1986. 
Ha ricevuto l'ordinazione sacerdotale il 10 agosto 1986 incardinandosi, come presbitero, nell'arcidiocesi di Gitega.
Tra i vari incarichi ricoperti successivamente all'ordinazione, ricopre dal 1995 al 1998 il ruolo di rettore del seminario diocesano di Mugera.
Nel 2001 ha conseguito la licenza in scienze pedagogiche. Dal 2002 al 2009 è stato rettore del seminario maggiore interdiocesano di Burasira e segretario della commissione per le vocazioni e i seminari della Conferenza Episcopale del Burundi.

### Ministero episcopale
Il 17 gennaio 2009 papa Benedetto XVI lo ha nominato vescovo della neo eretta Rutana. Ha ricevuto la consacrazione episcopale il 28 marzo successivo per imposizione delle mani dell'arcivescovo metropolita di Gitega, Simon Ntamwana, avendo come co-consacranti il vescovo di Ruyigi Joseph Nduhirubusa e il vescovo di Bururi Venant Bacinoni.
Dal 7 al 28 ottobre 2012 ha partecipato alla XIII assemblea generale ordinaria del sinodo dei vescovi dal tema: "La nuova evangelizzazione per la trasmissione della fede cristiana".
Il 5 maggio 2014 si è recato in Vaticano, assieme ad altri membri dell'episcopato burundese, per la visita ad limina apostolorum.
Nel 2015 si è recato in Italia, a Sora, in provincia di Frosinone, dove ha partecipato ad una cena destinata alla raccolta fondi per l'attivazione dell'ospedale di Rongero, nel sud del Burundi. Tale iniziativa faceva parte delle attività di sensibilizzazione nell'ambito del gemellaggio tra la realtà diocesana africana e la diocesi di Sora-Cassino-Aquino-Pontecorvo.
Nel 2019 ha denunciato le ripetute violazioni dei diritti umani da parte del governo, in particolar modo nei confronti degli oppositori, sostenendo in particolare che il governo burundese sta ostacolando il processo democratico del paese. Con l'avvicinarsi delle elezioni politiche del 2020 insieme ai vescovi burundesi ha diffuso il messaggio dal titolo: "Beati gli operatori di pace, perché saranno chiamati figli di Dio", dove auspicano un maggior dialogo tra le parti politiche ed un rapporto civile tra i vari partiti, basato sul rispetto delle diverse opinioni senza ricorrere alla violenza e ad atti criminali.
Il 6 dicembre 2019 è stato eletto vicepresidente della Conferenza dei vescovi cattolici del Burundi e presidente della commissione per la pastorale vocazionale e i seminari.
Il 19 febbraio 2022 papa Francesco lo ha promosso arcivescovo metropolita di Gitega; è succeduto a Simon Ntamwana, dimessosi per raggiunti limiti d'età. Il 23 aprile seguente ha preso possesso dell'arcidiocesi.
Dal 15 dicembre 2022 è presidente della Conferenza dei vescovi cattolici del Burundi.

## Genealogia episcopale
La genealogia episcopale è:
- Cardinale Scipione Rebiba
- Cardinale Giulio Antonio Santori
- Cardinale Girolamo Bernerio, O.P.
- Arcivescovo Galeazzo Sanvitale
- Cardinale Ludovico Ludovisi
- Cardinale Luigi Caetani
- Cardinale Ulderico Carpegna
- Cardinale Paluzzo Paluzzi Altieri degli Albertoni
- Papa Benedetto XIII
- Papa Benedetto XIV
- Papa Clemente XIII
- Cardinale Marcantonio Colonna
- Cardinale Giacinto Sigismondo Gerdil, B.
- Cardinale Giulio Maria della Somaglia
- Cardinale Carlo Odescalchi, S.I.
- Cardinale Costantino Patrizi Naro
- Cardinale Lucido Maria Parocchi
- Papa Pio X
- Papa Benedetto XV
- Papa Pio XII
- Cardinale Eugène Tisserant
- Cardinale Bernardin Gantin
- Arcivescovo Simon Ntamwana
- Arcivescovo Bonaventure Nahimana